# Eruga rufa
Eruga rufa là một loài tò vò trong họ Ichneumonidae.